# Майк Гейлвуд
Стенлі Майкл Бейлі Гейлвуд, більш відомий як Майк Гейлвуд, або під прізвиськом Майк-Байк, MBE, GM (англ. Stanley Michael Bailey Hailwood; нар. 2 квітня 1940, Грейт Мілтон, Оксфордшир — пом. 23 березня 1981, Бірмінгем, Англія) — англійський мото- та автогонщик, дев'ятиразовий чемпіон світу з шосейно-кільцевих мотоперегонів MotoGP, учасник чемпіонату світу з автоперегонів Формула-1, чемпіон Європи з Формули-2. З 27 перемогами на етапах Гран-Прі є найуспішнішим британським мотогонщиком серії MotoGP. Кавалер Ордену Британської імперії та медалі Георга. Трагічно загинув у віці 40 років у автомобільній аварії.

## Біографія

### Дитинство
Гейлвуд народився у Грейт Мілтоні в графстві Оксфордшир. Його батько, Стен Гейлвуд, володів найбільшою у Великій Британії фірмою з продажу мотоциклів, в дитинстві займався спортивною гімнастикою. Свої нездійснені спортивні амбіції він намагався втілити у підростаючому Майку, навчаючи того їздити в молодому віці на міні-байку у полі недалеко від свого будинку. Він здобував освіту в коледжі Pangbourne, проте рано поїхав працювати в сімейному бізнесі.

### MotoGP
Майк Гейлвуд виграв 9 чемпіонатів світу з шосейно-кільцевих мотоперегонів MotoGP у період з 1961 по 1967 роки.
У сезоні 1966 Гейлвуд встановив рекорд, вигравши 9 гонок поспіль в класі 250cc.

## Статистика виступів

### MotoGP

#### У розрізі сезонів
| Сезон  | Клас   | Мотоцикл  | Гонки | Пер | Под | Очки | Місце |
| ------ | ------ | --------- | ----- | --- | --- | ---- | ----- |
| 1958   | 250cc  | NSU       | 3     | 0   | 2   | 13   | 4     |
| 1958   | 350cc  | Norton    | 3     | 0   | 1   | 9    | 6     |
| 1958   | 500cc  | Norton    | 1     | 0   | 0   | 0    | —     |
| 1959   | 125cc  | Ducati    | 5     | 1   | 4   | 20   | 3     |
| 1959   | 250cc  | Mondial   | 4     | 0   | 1   | 13   | 5     |
| 1959   | 350cc  | AJS       | 1     | 0   | 0   | 2    | 13    |
| 1960   | 125cc  | Ducati    | 1     | 0   | 0   | 1    | 10    |
| 1960   | 250cc  | Ducati    | 3     | 0   | 0   | 8    | 5     |
| 1960   | 500cc  | Norton    | 4     | 0   | 2   | 13   | 6     |
| 1961   | 125cc  | Honda     | 7     | 1   | 1   | 16   | 6     |
| 1961   | 250cc  | Honda     | 9     | 4   | 8   | 44   | 1     |
| 1961   | 350cc  | MV Agusta | 1     | 0   | 1   | 6    | 8     |
| 1961   | 500cc  | MV Agusta | 9     | 2   | 8   | 40   | 2     |
| 1962   | 125cc  | EMC       | 4     | 0   | 1   | 12   | 5     |
| 1962   | 250cc  | MZ        | 1     | 0   | 1   | 6    | 11    |
| 1962   | 350cc  | MV Agusta | 3     | 1   | 3   | 20   | 3     |
| 1962   | 500cc  | MV Agusta | 5     | 5   | 5   | 40   | 1     |
| 1963   | 250cc  | MZ        | 1     | 1   | 1   | 8    | 8     |
| 1963   | 350cc  | MV Agusta | 4     | 2   | 4   | 28   | 2     |
| 1963   | 500cc  | MV Agusta | 7     | 7   | 7   | 40   | 1     |
| 1964   | 250cc  | MZ        | 1     | 0   | 0   | 2    | 20    |
| 1964   | 350cc  | MZ        | 2     | 0   | 2   | 12   | 4     |
| 1964   | 500cc  | MV Agusta | 7     | 7   | 7   | 40   | 1     |
| 1965   | 250cc  | Honda     | 1     | 1   | 1   | 8    | 10    |
| 1965   | 350cc  | MV Agusta | 3     | 1   | 3   | 20   | 3     |
| 1965   | 500cc  | MV Agusta | 8     | 8   | 8   | 40   | 1     |
| 1966   | 125cc  | Honda     | 1     | 0   | 0   | 1    | 15    |
| 1966   | 250cc  | Honda     | 10    | 10  | 10  | 56   | 1     |
| 1966   | 350cc  | Honda     | 6     | 6   | 6   | 48   | 1     |
| 1966   | 500cc  | Honda     | 8     | 3   | 4   | 30   | 2     |
| 1967   | 250cc  | Honda     | 13    | 5   | 8   | 50   | 1     |
| 1967   | 350cc  | Honda     | 6     | 6   | 6   | 40   | 1     |
| 1967   | 500cc  | Honda     | 10    | 5   | 7   | 46   | 2     |
| Всього | Всього | Всього    | 152   | 76  | 112 | 740  |       |

## Досягнення
- У списку 40-ка найкращих мотогонщиків усіх часів за версією Міжнародної мотоциклетної федерації Майк Гейлвуд займає 4-те місце.[4]

## Цікаві факти
- У 1968 році компанія Honda, після свого виходу з чемпіонату, заплатила Майку 50 000 фунтів (приблизно 1,5 млн.€ в еквіваленті цін 2015 року) за те, щоб він більше не виступав за жодну іншу команду в чемпіонаті MotoGP[5].